# Идентификатор процесса
Идентификатор процесса (англ. Process IDentifier, PID) — уникальный номер (идентификатор) процесса в многозадачной операционной системе (ОС). В ОС семейства Windows PID хранится в переменной целочисленного типа.
В ОС, соответствующих стандарту POSIX, тип переменной, хранящей PID, определяется каждой ОС индивидуально.
Например, в ОС Linux PID хранится в переменной целочисленного типа (int).

## В Unix-подобных ОС
Часто имеется два специальных значения PID: swapper или sched — процесс с номером 0 (часто не отображается в списке), отвечает за выгрузку страниц и является частью ядра операционной системы. Процесс 1 обычно является процессом init, ответственным за запуск и остановку системы. Также становится родительским процессом для процессов-сирот.
В Linux максимальный возможный идентификатор процесса по умолчанию ограничен 32 тысячами, но может быть перенастроен на величину до 4 миллионов. При этом максимальный идентификатор потока в ОС ограничен 500 млн.